# Zbigniew Baranowski
Zbigniew Mateusz Baranowski (* 2. července 1991 Białogard) je polský zápasník–volnostylař.

## Sportovní kariéra
Zápasení se věnoval od 12 let v rodném Białogardu pod vedením Tadeusze Krawczyka. Pod vedením Andrzeje Szwenka a Cezary Jastreba se později v klubu AKS specializoval na volný styl. V polské mužské reprezentaci byl do roku 2016 reprezentační dvojkou ve váze do 86 kg za Radosławem Marcinkiewiczem. V dubnu 2016 však na první světové olympijské kvalifikaci Ulánbátaru skončil na třetím místě a zajistil si účast na olympijských hrách v Riu. V Riu prohrál ve druhém kole jednoznačně 0:7 na technické body s reprezentantem Ázerbájdžánu Šarifem Šarifovem.

## Výsledky
| Olympijské hry     |     |   |     |     | — |   |     |   | úč. |     |     |     |  |  |  |  |  |  |  |  |  |  |  |  |
| Mistrovství světa  |     | — | —   | —   |   | — | úč. | — |     | úč. | úč. | úč. |  |  |  |  |  |  |  |  |  |  |  |  |
| Evropské hry       |     |   |     |     |   |   |     | — |     |     |     | 7.  |  |  |  |  |  |  |  |  |  |  |  |  |
| Mistrovství Evropy |     | — | —   | —   | — | — | —   | — | úč. | 5.  | 7.  | 2.  |  |  |  |  |  |  |  |  |  |  |  |  |
| MS juniorů         | —   | — | úč. | úč. |   |   |     |   |     |     |     |     |  |  |  |  |  |  |  |  |  |  |  |  |
| ME juniorů         | —   | — | úč. | 3.  |   |   |     |   |     |     |     |     |  |  |  |  |  |  |  |  |  |  |  |  |
| ME dorostenců      | úč. |   |     |     |   |   |     |   |     |     |     |     |  |  |  |  |  |  |  |  |  |  |  |  |